# Assin Foso

Assin Foso (alternativt Assin Fosu, Fosu eller Foso) är en ort i södra Ghana. Den är huvudort för distriktet Assin North, och folkmängden uppgick till 36 864 invånare vid folkräkningen 2010.